# Laura Flessel-Colovic
Laura Flessel-Colovic, född den 6 november 1971 i Petit-Bourg, Guadeloupe, är en fransk fäktare och politiker.
Under sin sportkarriär har hon vunnit fem OS-medaljer varav två guld vid Olympiska sommarspelen 1996 i Atlanta. År 2012 blev hon Frankrikes fanbärare vid Olympiska sommarspelen i London. Hon har även vunnit sex VM-guld.
I maj 2017 tillträdde hon som idrottsminister i Édouard Philippes regering.